# Spitakasar
Spitakasar (armeniska: Սպիտակասար) är ett berg i Armenien. Det ligger i den centrala delen av landet, 40 kilometer öster om huvudstaden Jerevan. Toppen på Spitakasar är 3 576 meter över havet, eller 446 meter över den omgivande terrängen. Bredden vid basen är 8,3 km.
Terrängen runt Spitakasar är huvudsakligen kuperad. Närmaste större samhälle är Dzoragjugh, 14,2 kilometer öster om Spitakasar.
Trakten runt Spitakasar består i huvudsak av gräsmarker. Runt Spitakasar är det ganska tätbefolkat, med 72 invånare per kvadratkilometer.